# Kalesija
Kalesija (en cyrillique : Калесија) est une ville et une municipalité de Bosnie-Herzégovine située dans le canton de Tuzla et dans la fédération de Bosnie-et-Herzégovine. Selon les premiers résultats du recensement bosnien de 2013, la ville intra muros compte 2 220 habitants et la municipalité 36 748.

## Histoire
Après la guerre de Bosnie-Herzégovine et à la suite des accords de Dayton (1995), Kalesija a été rattachée à la Fédération de Bosnie-et-Herzégovine
29 avril 1994: bataille de 
Kalejisa. Belligérants : soldats suédois et danois de la FORPRONU contre les forces serbes.

## Localités

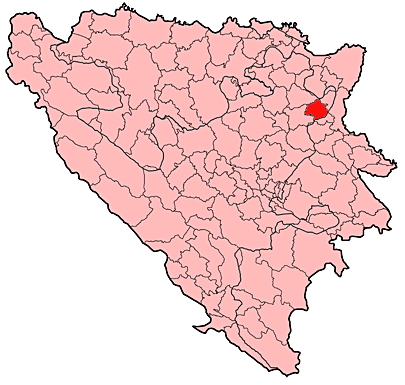
Localisation de la municipalité de Kalesija en Bosnie-Herzégovine

La municipalité de Kalesija compte 28 localités :
| - Brezik - Bulatovci - Dubnica - Gojčin - Hrasno Donje - Hrasno Gornje - Jeginov Lug - Jelovo Brdo - Kalesija (Kalesija Grad) - Kalesija Selo - Kikači - Lipovice - Memići - Miljanovci | - Osmaci - Petrovice - Prnjavor - Rainci Donji - Rainci Gornji - Sarači - Seljublje - Staro Selo - Tojšići - Vukovije Donje - Vukovije Gornje - Zelina - Zolje - Zukići |

## Démographie

### Villeintra muros

#### Évolution historique de la population dans la villeintra muros
| 1948 | 1953 | 1961  | 1971  | 1981  | 1991  | 2013  |
| ---- | ---- | ----- | ----- | ----- | ----- | ----- |
| -    | -    | 1 520 | 2 084 | 3 351 | 2 208 | 2 220 |

|  |

### Municipalité

#### Évolution historique de la population dans la municipalité
| 1961   | 1971   | 1981   | 1991   | 2013   |
| ------ | ------ | ------ | ------ | ------ |
| 26 921 | 32 577 | 37 647 | 41 809 | 36 748 |

#### Répartition de la population dans la municipalité (1991)
En 1991, sur un total de 41 809 habitants, la population se répartissait de la manière suivante :

## Politique
À la suite des élections locales de 2012, les 27 sièges de l'assemblée municipale se répartissaient de la manière suivante :
| Parti                                                               | Sièges |
| ------------------------------------------------------------------- | ------ |
| Parti d'action démocratique (SDA)                                   | 8      |
| Parti social-démocrate (SDP)                                        | 6      |
| Parti national pour l'amélioration par le travail (Za boljitak)     | 3      |
| Parti patriotique de Bosnie-Herzégovine-Sefer Halilović (BPS)       | 2      |
| Parti pour la Bosnie-Herzégovine (SBiH)                             | 2      |
| Alliance pour un meilleur avenir de la Bosnie-Herzégovine (SBB BiH) | 2      |
| Force du mouvement économique en Bosnie-Herzégovine                 | 1      |
| Union sociale-démocrate de Bosnie-Herzégovine (SDU BiH)             | 1      |
| Parti d'activité démocratique (A-SDA)                               | 1      |
| Minorités nationales                                                | 1      |

Rasim Omerović, membre du Parti d'action démocratique (SDA), a été élu maire de la municipalité.

## Tourisme
Sur le territoire du village de Bulatovci se trouvent les nécropoles de Mramorje et de Strane qui abritent en tout 28 stećci, un type particulier de tombes médiévales.

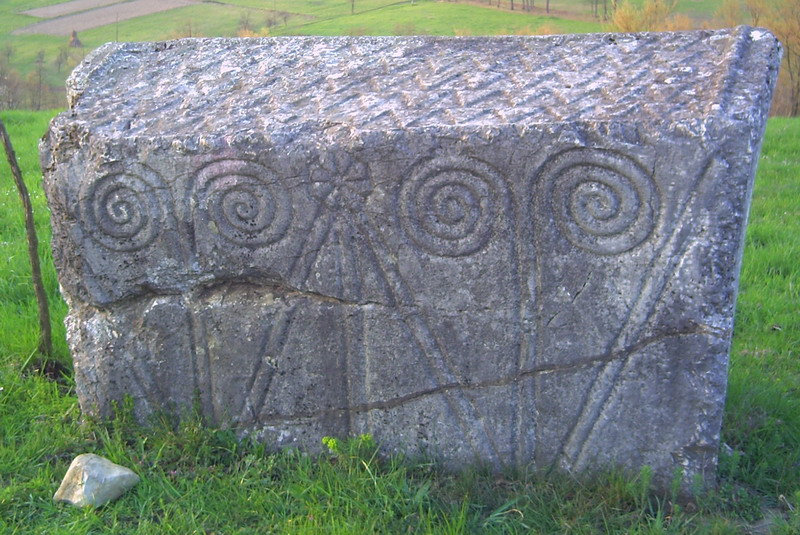
Un stećak dans la nécropole de Mramorje